# 深作清次郎
深作 清次郎（ふかさく せいじろう、1911年〈明治44年〉5月18日 - 1987年〈昭和62年〉9月22日）は、日本の右翼、政治活動家、印刷業者、農家。26年にわたり、合計23回の国政選挙および首長選挙に出馬するも、全て落選した。

## 略歴
水戸藩士の末裔である生家は貧しく、湊尋常小学校卒業直後の1924年に上京。書店や印刷所の小僧として住み込みで働きつつ、京橋区京橋商業専修学校に通った。1930年に同校を卒業、それと同時に独立し、浅草で印刷所を開業した。
一方で、この時期に次々に発覚した東京市の疑獄（京成電車疑獄事件など）から社会に対する不満を抱き、また親族による事件の影響もあって（後述）、1932年に黒龍会の内田良平門下に加わる。同年、黒龍会の関係団体である大日本生産党に入党し、同党関東本部の理事を務めたが、党内に蔓延するテロリズムへの反発や生活苦により民族主義運動を離れた。
その後、日本硬化冶金や造兵廠などで勤務していたが、1943年に水戸連隊区にて兵役を志願する。陸軍船舶兵として入営したが、戦地に赴く事はなかった。1945年3月、再び志願して陸軍に入隊し、歩兵二等兵として大阪の部隊へ配属された。復員後の1945年8月から半年間、鹿島町の砂丘地帯で開拓農家として過ごす。1947年5月頃、川崎市郊外に開拓農家として移り、旧高射砲陣地の兵舎跡を改築して住んだ。
1950年には反共運動を本格化させ（後述）、清水亘が率いる大日本独立青年党に加入、後に遊説部長となる。1960年、安保闘争の激化に加え、浅沼稲次郎暗殺事件に衝撃を受け、清水を総裁とする「議会主義政治擁護国民同盟」（議擁同）に加わり、後に26年半に及ぶ選挙闘争を始めた。並行して他の右翼候補の応援も行い、右翼勢力の連帯を図って「日本民族倶楽部」結成に携わった（後述）。一方で、独自に雑誌の主筆や同人作家としての執筆活動、後述の「青年錬成道場」の主宰、日本教職員組合などへの抗議活動も行っていた。
孫のヘススが3歳になる直前、死去した。

## 思想

### 政治的主張
- （第一次）交通戦争や神奈川県の薬物乱用・犯罪多発を解決するため、自動車製造を制限し、北欧の社会民主主義を参考にして貧困層を支援すべきである[30][31]
- 公職選挙法違反による検挙の多発を防ぐため、峻厳な選挙法の成立によって腐敗政治から立ち直ったイギリスを見習い、選挙法を根本より立て直せ[32][33][34]
- 核戦争の勃発を防ぐため、資本主義と共産主義の両陣営が相手の長所を認め合う世界連邦を実現するために全力を挙げよ[35][1][注 10]
- 第三次世界大戦は遠からず起こるので、日本列島全土の地下の奥深くに防空壕を張り巡らさなければならない[37][36]
- ソビエトの原爆ミサイル・SS-20が日本に照準を向けられており、対抗措置として利尻島・佐渡島・隣邦の韓国38度線へパーシング2を配置するよう、レーガン米大統領に働きかけるべきである[38]
- 憲法を改正して自衛隊を国軍に昇格させ、全国民の尊敬を集める戦前の皇軍に戻すべし[39][40]
- （1987年に導入が議論された売上税について）窮乏の生活にも屈せず、国防費を十二分に捻出すべきであり、売上税大賛成！[41][注 11]

### 論説
- 「相手を憎む心より愛する心になって、革命とか暗殺とかないような明るい日本にしたい」「民衆に対する奉仕と愛情、この情熱を一人でも多くの人にわかってもらい、愛情ある政治に少しでも近づけるために選挙に出る」と訴えていた[26][42]。故に暴力やテロリズムには否定的であるものの、テロ事件を起こした山口二矢や野村秋介には一定の共感を示し、このままでは革命が起こると危惧していた[43]。
- いわゆる泡沫候補を意図的に無視、排除する報道機関の姿勢を繰り返し非難した[44][45][46]。同時に、政見放送で商品の饅頭を宣伝するためだけに立候補した熱海の土産屋「天の川」のような売名候補、および窪田志一のような奇行候補も、他の泡沫候補へ悪影響を及ぼすと批判している[46]。
- 愚連隊を社会の脅威と語る一方で[30]、彼らを悪しき教育の犠牲者として[32]、非行少年や前科者の更生および就業の確保の重要性を訴えた[47][31]。
- 1980年以降、繰り返される武力侵攻、過度の平等主義に基づく社会体制、広大な耕地を持ちながら大量の食糧輸入を続ける情勢から、ソビエトの内部崩壊は迫っていると度々予言していた[45][8][41][注 12]。

## 批評

1965年

### 政党
- 自由民主党：「汚職で民心を失った自民党は、今なお、私利私欲の明け暮れで、国民大衆を守る気概は更にない」[36]
- 日本共産党：「中ソの手先から脱却できぬ哀れむべき宿命の党」[35]「日ソ貿易を介して莫大な資金をソ連より支給されて居る売国政党」[1] 「資金も指令もソ連に仰ぎ執拗に運動を繰り返した」[34]「日本に生れ日本に仇をなる奇怪なる政党」〔ママ〕[48][注 13]
- 日本社会党：「米国に強い社党は中ソには召使の如しだ」[50]「暴力を常に行使して議会政治を否定している」[30]「総評と共産党に牛耳られ、自民同様に堕落政治家の群れ」[35]「猫をかぶった共産党」[48][51][38][注 14]
- 公明党（創価学会）：「貧しい人々の浄財で大名の暮しをして居る」[32]「他宗の存在は許さぬと言う主張は共産主義と同じ」[32]「憲法よりも創価学会を尊しとする、法治国への危険な挑戦」[35]「地上の支配者の如き高慢・独善」[35]「先に『十年間日共と和解する』と発表したが宗教否定の共産党となぜ妥協したか？ 言う迄もなく池田大作がモスクワで脅かされたからだ」[38]

### 組織
- 赤軍派：「彼らは共産主義者を自称して居る。たぶんソ連が資金を出して居るのだろう。そして社共の代偽士共が陰で煽動しているふしも見える」〔ママ〕[48]
- 日本教職員組合：「親孝行無用と貴方がたは言う。しかし老人をいたわらぬ国は犯罪を産みやがて亡びるでせう」[32]「敗戦後赤い日教組により四百万の非行少年が造られ、大学に入っては恩師を撲り校舎を焼く暴徒と変り共産革命を叫ぶ様になりました」[52]「彼ら（註：赤軍派暴徒）をかくあらしめた日教組及赤色文化人共を処罰すべし！」[48]
- 青年法律家協会：「法曹界に猛威をふるつている赤色集団」[53]「『憲法改悪阻止』『安保廃棄』『教育の軍国主義化反対』等々、他の革命勢力と闘争目標を一つにしている」[53]「彼ら（註：赤軍派）の殺人放火行為を殆ど無罪とする青法協裁判官の唖然たる腐敗ぶり！」[34]
- 三大紙：「常に現代政治家を陣笠よ猿よと罵る新聞が、何故か選挙期間中はガラリと態度を変えて、自民、社会の公認候補に非ずんば人に非ずと言うが如き二ユースを流す。そして選挙が終れば又もや元の論調にかえり『又猿共が顔を揃えて登場した。何をやつても同じ低級政治家を選ぶ日本人は馬鹿共だ』と罵りはじめる。かくの如き無定見は国を誤るものと言はざるを得ない」[54]「公正中立を口にし乍ら自民に媚び、財界にへつらい、社共におもねり、暴力を支持し、日狂組なるものを扇動、小学生が幾百人と自殺したり、教師を撲り、親を殺す恐ろしい時代を作り上げた」〔ママ〕[55]「いずれもソ連の脅しに屈服してしまった」[40]「国民を裏切り良心を偽るこの連中をシベリア刑務所大学に大学留学させたいものだ」[39]

### 国家
- ソビエト連邦：「実に三億人のソ連人の血と汗を搾取して米国を凌ぐ核武装に驀進して居る非近代的な一大帝国主義国家である」[56]「敗戦後ソ連占領下の満洲は生地獄であつたのだ、これはよく覚えておいて頂きたい、兇惨主義の本質を！」〔ママ〕[56]「我国より千島樺太を奪い、あまつさえ房総海岸をも荒すソ連船団の横暴を見よ、北洋に於ては常に日本漁民を苦しめ安全操業を拒否する非道振りを見よ！」[34]「貴国はフインランドを犯し五十万を殺した、バルト三国を踏み潰し、ハンガリヤを攻め十万を殺し、チエコも制圧した。ルーマニヤ・ポーランド亦然り」[55]「貴国の領土拡張主義は明らかに度を越して居る。『自分の物は自分の物、他人の物も自分の物』と言うやり方だ」[57]
- 大韓民国：李承晩ラインを海賊行為と呼んだが[30]、朴正煕・全斗煥政権は応援していた[55][39]。1986年以降の選挙公報では「日韓友好協会理事」を名乗っていた。
- アメリカ合衆国：日本への原子爆弾投下を批判しつつも、昭和天皇を助命し、且つ日本の復興に協力したとして擁護し、ソビエトに対抗するために日米同盟の強化を訴えた[39][41]。

### 個人
- 向坂逸郎：「共産主義者として、ひたすら其の教義を唯一の指導原理と考え三池労働者を教え込み、十年に近い歳月を重ねる内に内乱の如き大争議を起す原動力となつたのである」「日本に仇をなすソ連の手先となつて法に背き世を乱しても敢て少しも悪いと感じない異状心理」〔ママ〕「向坂氏は一度も労働の経験のないブルヂヨア出身の老学者にすぎない、真に労働者の悲しみが判るものではない。唯々資本家を憎む中から日本産業の復興が可能な筈はないではないか！」[56]
- 浅沼稲次郎：「此の事件の真の原因が犯人を煽動した大人に在るのではなく御遺族には気の毒だが、殺された浅沼氏に在ると考える」「遂に強大な左派社会党の暴力革命主義に同調して容共に踏み切り、永年の穏健な社会民主々義を放棄して社会党委員長の席に就いた事が今日の災を招いた原因であると見る」[47]
- 石橋政嗣：「国会で外相に文句を付け、『津軽海峡をソ連艦隊様がお通りになる、これを陸上より写真撮影して居るがそれはスパイ行為だから止めろ』と」[1][注 15]「日本の代議士たる者がソ連の利益代表を務める狂気の世の中」[1]「非武装中立とは此の工業国日本を手つかづでソ連に進呈せんとする下心ではないのか！」〔ママ〕[51]
- 宮本顕治：「現在の党首宮本は殺人犯だ」[48]「問う、君は日本人か？ それともソ連人か。立派な日本人の御両親に育てられ、日本人の米を食い、日本人の着物を着、日本人の家に入って成長し、何が不足でソ連の手先になったのだ」[55]「成田で十年間、警官殺しや空港妨害をなし、ビルに爆弾を仕かけ良民多数を殺りくするなど、あれも君と主義を同じうする赤軍派だ」[55]
- 中曽根康弘：内閣総理大臣に就任した当初は、日米同盟の強化を図る姿勢を評価して「中曽根頑張れ！」と応援していた[51]。だが、1985年を最後に（在任中の）靖国神社への参拝を取り止めた事や「太平洋戦争は侵略だった」などの発言に失望し、「中共に脅された中曽根君も腰抜」[39]「中曽根の馬鹿は即刻退陣して貰おう」[41]と批判に転じた。

## 私生活

1963年

### 家族
- 1958年頃に亡くした母親について「子供のために一生を捧げた人だった」と語った。20歳で脚気にかかった際に、母親のもとで療養した事を幸福な思い出として回想している[59]。
- 1941年に結婚した同年齢の妻は、同じく湊町大字和田出身の従姉妹だった。当時は珍しかった恋愛結婚で、一族を挙げての反対を押し切って添い遂げた[60][42][35]。夫婦の間には3男2女が生まれた[24][61][注 16]。1979年の時点で、11人の孫に恵まれていた[37]。
- 娘の一人の結婚相手は、左翼系の出版社に勤めていたものの「人間には右手と左手があるように、善悪美醜は一体であり、調和にこそ人間の生きる道がある」「左翼も左手のようなもの」と考え、受け入れた[31]。その後、この娘婿は深作の選挙活動を手伝うようになった[61]。

### 嗜好・信条
- 趣味は読書、登山、水泳（水府流）[3]、短歌の吟詠[62][63][64]。一方で、飲酒も喫煙も嗜まなかった[12][65][15]。子供の頃から佐藤紅緑の作品を好み[12][15]、後年は伊藤桂一の著書「静かなノモンハン」を讃えていた[51]。また、藤山一郎の「青い背広で」を愛唱した[66][35]。
- 尊敬する人物は、義人政治家の田中正造[4][35]。また、吉田松陰と藤田小四郎を「不浄の財など一切身に付けず、尽忠報国の誠の道を歩んで死んだ」と評している[48]。
- 座右の銘は「知らざるは知らざるとせよ、これ知るなり」〔ママ〕[67]。自宅には頭山満による書「忠孝一本」を額縁に入れて飾っていた[61]。選挙公報では「自ら守らざる者は亡ぶ」と度々謳っていた[55][36][45]。
- 「人間を支配する神々は目にあまる悪の横行を許さない」[1]「悪盛んにして天に勝ち、天定まって悪亡ぶ」[57][38][39]「天の神、地の仏が日本を守っている」[68]などの神国思想も展開していた。「ソ連原子炉の爆発は天罰である」とも述べている[39][40]。
- 「栄光の明治の精神に帰れ！」[8]「日本人は八十一年前の日露戦争当時の勇気を取り戻さねばならぬ」[41]と、明治時代への憧憬を抱き続けた。

### その他
- 選挙活動を始めた頃は農業を営み[26]、農協生産組合長を務めていた[69]。遅くとも1963年には印刷所の経営者に転職し[70]、最晩年まで続けていた[71]。
- 郷里の茨城県の地方紙を含む7つの新聞に、1時間を掛けて目を通すのが朝の日課だった[72]。政治活動や地域活動に没頭するあまり、自宅に滞在する時間は少なく、子供への教育も夫人に任せきりだった[60]。その一方で、合間を縫って掃除や洗濯などの家事を手伝った[12][42]。
- 川崎市の自宅にて、1983年頃まで「青年錬成道場」（または「華山塾道場」）を主宰していた[12][73][38]。孤児や非行少年、浮浪者、刑務所からの出所者などに寝床や食事を与えて更生させ、自らの思想は強要しなかった[74][30][6]。また、右翼の集会所や選挙事務所、子供会の会場としても用いられていた[75][61]。子供会の時が一番楽しそうだと妻は語っていた[42]。
- 川崎市の学校で、教師が愚連隊に袋叩きにされ、他の教員が見て見ぬふりをする様子を目撃し、身を挺して被害者を救出した事がある[3]。台風が接近すると、近所に釘を配っていた[60]。近隣住民の人生相談を度々引き受けており[42]、彼らから「先生」と呼ばれていた[76]。
- 1960年代当時、印象を良くするために、普段はあまり掛けない眼鏡を掛けるよう妻から勧められていた[20]。また、1968年頃から口髭をたくわえるようになった[77]。

## 人脈
- 合法路線を貫き、他の過激派右翼とは袂を分かったため、一人一党的存在を守った[12][注 17]。「清水亘や赤尾敏なんかと一緒にされては迷惑だ」と発言した事もある[73]。
- 野村秋介が結成した憂国道志会の相談役を一時期務め、野村も深作の応援演説に足を運ぶ事があった[78]。その後、河野一郎邸焼き討ち事件を起こした野村を刑事裁判にて弁護し[20]、選挙公報にて事件を「暴挙」と呼びつつも、彼の派閥政治への反発を同情的に綴っている[54]。
- 1967年9月19日、在京右翼の大同団結を目的に赤尾敏・南俊夫・赤石貞治・石川八郎・杉本一夫・大久保賢治・猪瀬謙一・星一らと共に「日本民族倶楽部」を結成した[25][注 18]。
- 横浜市の右翼団体「天照義団」が発行する月刊誌「天照」に、同人として頻繁に寄稿していた[12]。1974年には同団体の主幹を[34]、1975年以降は副団長を名乗っている[81][82]。
- 神奈川県警察や中央官庁にも知己があった[66][35]。
- 楠皇道隊（後の日本青年社）の社友に納まった。1975年から1987年までの4回の東京都知事選挙において、日本青年社は深作の確認団体として選挙運動を行っている[83][84]。

## 逸話

1962年

### 選挙活動前
- 1920年、水戸市の歩兵第2連隊第3大隊全員を含む、多数の日本人が虐殺された尼港事件が発生した。この事件からロシアに激しい憤りを覚え、民族主義に走る原点となった[15]。
- 戦時中は大東亜戦争を無謀と主張し、大日本赤誠会の幹部と激論を交えた事もあった[85]。また、東條内閣に全ての東京都民を疎開させるよう陳情した[74]。軍隊に志願したのは「負ける戦いでも祖国のために立たねば」という心境からだった[20]。
- 1950年に勃発した朝鮮戦争から共産陣営の脅威を感じ、同志2人と共に「日本国民同盟」を結成した[86]。渋谷駅で毎週土日、4時間にわたる反共演説を行う活動を3年間続けたが[12][65]、休戦後の1954年に自然消滅し、前後して「郷土を守る会」を一人で始めた[86][注 19]。
- 1954年8月9日（反ソ連デー）、約40人の右翼がソビエト連邦代表部で抗議活動を行い、更には鉄門を破って侵入、警察官を負傷させる事件が発生し、荒原朴水[注 20]・福田進らが起訴された[89]。深作はこの抗議活動に参加しており、警察による取り調べにおいて荒原の関与を認め、また法廷では検察側の証人として福田による暴行を証言した。これに対し、荒原は「警視庁の一部のものの、陰謀にのって、謀略スパイとして我々の中に入りこませていた右翼の裏切り者」と深作を誹謗し、全右翼から除名されたと著している[90]。実際には、深作はその後も他右翼勢力と連帯している（前述）。
- 1958年、1959年および1960年、国会議事堂にて日本社会党所属の国会議員と面会し、反米姿勢や中ソへの追従などを批判した。その際、浅沼稲次郎は返答に窮し、久保田鶴松は丁重に対応し、加藤シヅエは感心して聞き入っていたと、また社会党が集団暴力を扇動すれば、右翼はテロで立ち向かう事になると加藤勘十に警告したと記している[47]。

### 演説
- 1983年まで催された立会演説会での人気は高く、激しく腕を振りながら早口でまくしたてる演説は多くの聴衆を惹きつけ、「がんばれ」と声援が飛んだ[23][59][注 21]。他の候補者からも、演説会場の控室で「あなたの熱弁はすごい」と称賛される事があった[72]。一方で、知事選挙であっても都県の情勢にはあまり触れず、国内・国際問題ばかりに言及したため、対立する左翼勢力を含めた聴衆からの野次が絶えなかった。その度に深作は「黙れ！」「人の話を聞かぬ奴は表へ出ろ！」と一喝した[23][91]。
- 選挙活動は演説（と公報・ポスター）の一本槍だった[63][92]。候補者に支給される、15回分の鉄道・バスが乗り放題となる無料パス（特殊乗車券）を用いて演説会場を回り、午前7時に起床して午前1時に帰宅する日々を送った[23][72]。
- 立会演説会や政見放送の冒頭で軍歌を独唱し、日露戦争について熱く語るのが恒例だった[46]。1986年の参院選の政見放送では「独立守備隊の歌」を唄っている[68]。

### 選挙公報
- 1972年の衆議院選挙公報において、清水亘の声明として「万世一系唯一の皇統をつぐ熊沢宗家」「国家を代表する象徴天皇裕仁（□□足利尊氏の子孫――南北両朝の何れの血もひいていない）」[注 22]「南朝を奉戴する我等南朝会会員同志一同」などの文言を載せた[53][注 23]。だが、清水が1974年1月に死去した後は、出馬した全ての選挙の公報に「天皇陛下萬歳！」と記すようになった。
- 選挙管理委員会の検閲により、1972年の衆議院選挙公報の1箇所、1979年の東京都知事選挙公報の1箇所、同年の衆議院選挙公報の4箇所が空白となって（削除されて）いる。
- 1977年の参議院選挙公報において、全文にわたり「拝啓、ソ連邦書記長 ブレヂネフ閣下」と題した、ソビエトに対する拡大主義への抗議文を掲げた[57]。

### 証言
- 自らを「生粋の水戸っぽ」「よからさま（茨城弁で「お人好し」）」と呼び[3][73]、妻からは「気性が激しい半面、人に乗せられやすい」「大きな愛で社会を救おうとの理想を持っている」「純粋そのものといった理想家」「鉄より固い水戸侍の精神」と[60][20][85][37]、実兄からは「弟は夫婦揃ってお人好し」と形容された[6]。深作との付き合いが長い印刷会社社長は「一つの信念を一貫して持ち続けている」「万年青年」「身辺清潔で、正義感に溢れている」と印象を明かし、支援者が後を絶たないと証言している[37]。
- 報道機関を批判するものの、取材に対しては「新聞記者は俺の恋人だ。さあ、何でも聞いてくれ」「若い記者諸君は別だ。無名の俺の話をよく聞いてくれる」と快く応じていた[23]。複数の新聞記者が、取材を始めた時は穏やかで、話は上手く面白いものの、話題が政治に及ぶと一転して「バカヤローだ」「愚民だ」と激しい語気でしゃべり続ける様子を描写している[12][85]。
- 1975年の東京知事選で共に立候補した秋山祐徳太子は、同選挙後に銀座で美人の秘書を伴っていた深作と偶然会った。そこで蕎麦屋に誘われて入ったが、深作は蕎麦が出る前に軍歌『橘中佐』を突如唄い出し、周囲を驚かせた。秋山は「堂々たる気骨、その純粋さに心を打たれた」と著している[46]。
- 1979年の東京知事選において、対立候補である太田薫が渋谷駅付近で街頭演説を行っている最中、日本青年社の車両に乗って太田に接近し、警察官に制止されるまでマイクを使った批判演説を続けた。これが右翼勢力による妨害行為の一例として、衆議院の地方行政委員会にて紹介された[93]。
- 1980年代前半、日教組の青年部長だった森越康雄は、深作の抗議に何度も応対した。ある日、深作が抗議文の巻紙を朗読した後、森越に「何か言う事はあるか」と問うて「体に気を付けて頑張って下さい」と返されたところ、涙を流して「お前は槙枝みたいになるなよ」と語りかけた[94][95][注 24]。

### 上記以外
- 勝てないとわかりつつも、自身の政見を多くの聴衆や新聞に発表するために選挙に出馬していた[23]。落選直後も「世に警鐘を鳴らしただけでも価値があった」と述べていた[96]。
- 新聞記者から「あなたは結論だけで、方法がない」と指摘された際には「革命は結論だけで途中がない。議会から啓蒙運動を進めていく」と答えた。同時に「私が灰になってから、魂を継いでくれる人の時代が来ますよ」と述べ[4]、選挙活動でも一貫して「愛する祖国、日本の将来を『眠れる英知』に期待しようではないか」[43]「命がけで租国の歴史と人民を守る豪傑の出現を三百万靖国の神々に祈ろうではないか！」〔ママ〕[41]との発言を繰り返した。
- 1960年の衆院選（旧東京4区）では、22箇所で熱弁を振るったにもかかわらず完敗した[11]。そのため、次戦の1962年参院選において、郷里の茨城県選挙区で立候補したが、その際に多くの親類が運動員として馳せ参じ、陣中見舞いを送った。これにより、選挙違反の誤解を招く事をおそれ、以降は同県での立候補は控え[97]、居住地である神奈川県での出馬を繰り返した。だが、1967年の衆議院選挙で神奈川2区から立候補した際、神奈川新聞[35]を除くいずれの新聞社（同県地方版）も深作を取材しなかったか、あるいは取材記事を載せなかった[注 25]。その後は、東京都の選挙にのみ出馬するようになった。
- 戦前から、妻に支えられながら政治活動を行っていた[42][4]。1960年代に神奈川県で出馬した際は、妻が選挙事務所所長を務め、既に成人・独立していた息子や娘婿も手伝っていた[61]。1962年の茨城県での参院選では、実兄が事務所長を務めた[100][6]。東京都でのみ出馬するようになってからは、南俊夫などの事務所を転々と借りていた[1]。1976年からは再び「青年錬成道場」を事務所とし、1986年以降は埼玉県新座市に事務所を構えて（選挙公報に掲載して）いた。
- 選挙のポスターは、後援会の印刷業者から毎回無償で約千枚が贈られ、自ら掲示板に貼り歩いた[72][61][63]。一方で、度々引き上げられる供託金の工面には苦労した[63]。1982年、国政選挙および知事選挙の供託金が100万円から200万円に倍増した後の、1983年6月の参院選以降は選挙公報で寄付を募るようになった。
- コラムニストの山崎浩一は、アカデミー賞授賞式よりも印象深いテレビ演説として日本の政見放送を挙げ、その代表例として東京知事選における深作の演説を紹介している[101][102]。

## 語録

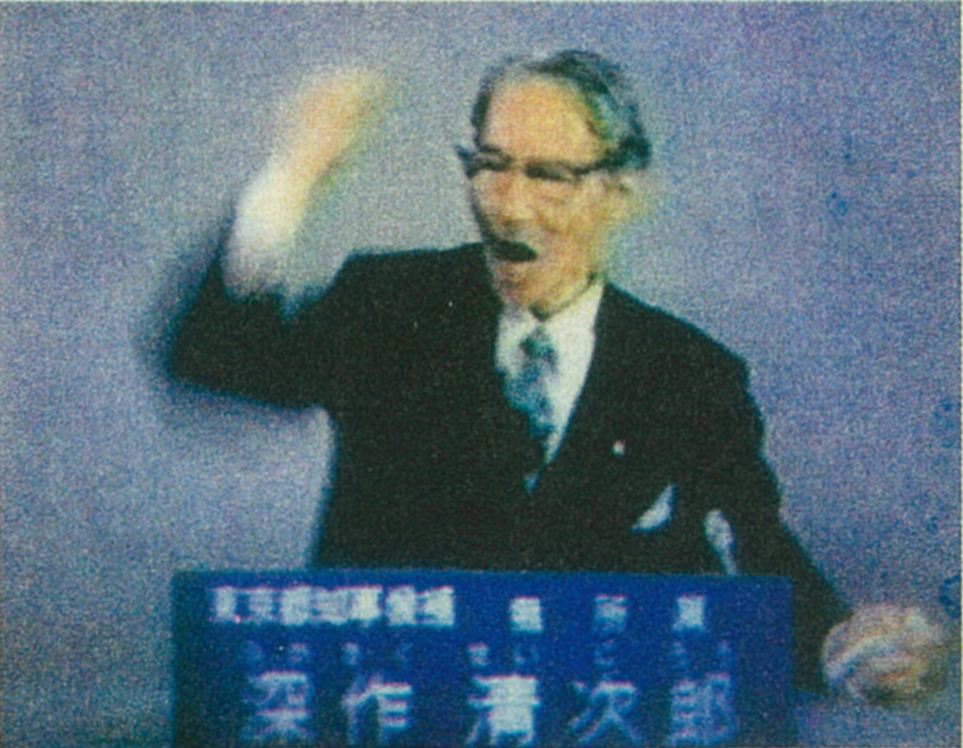
1987年

- 当選しそうな奴に投票しよう、そう言う考え方が死票と言うものだ。腐敗政治が何時迠も巾をきかす現代日本の悲劇はこゝから生れる。[103][注 26]
- 自由主義とは不完全なものでは有つても自分の命は自分のものと言ふ最少限の人権が確実に保たれて居て此所には少くも共産圏よりは豊かで平和な人間の生活が存在するのである、（中略）日本の自由主義が自由のはんらんにより一部には腐敗と矛盾を作りつつ在ることも事実だが、それはお互の日本人の善意と努力により除々に改善すべく努力して行くべきである。〔ママ〕[56]
- 人間は三十四億一人々々に独自の人格と思想が有るのです。だから真理は一人のマルクス一個の日蓮正宗などに有るのでは有りません。世に自由ほど尊いものはなく自由とは失なってはじめて判るものなのです。[52]
- 雨あられ雪や氷とへだつれど落つれば同じ谷川の水、人間は結局、死んで火葬場のかまどの中で灰になるだけだ。しかるに金と権力を握ると増長し、未来永劫に生きるかの錯覚に陥る。[57]
- ブレヂネフさんよ。（中略）良い加減にしてくれ。日本人をなめるなよ。俺達にはなを旅順に突撃した父祖の血が脈々と此の五体の中に流れて居るんだ。[55]
- しかし宮本君よ、（中略）日本を愛するのはソ連人や中共人ではない、我々日本人だけだよ。（中略）人間の最後の良心、それは愛国心と言うものだ！[55]
- 人類の敵、共産主義なるものは、今や、白日下に其の全貌をさらしている。見よ、カンボジヤの大虐殺を、そして、ベトナム難民の悲惨を、ソ連は三年前、黒人帝国エチオピヤを亡ぼし皇帝を殺し、キューバ兵を利用してアジヤ、アフリカに限りなき戦乱を捲き起して居る。去年アフガニスタンも亡ぼされた。今度は日本の番だ。[36]
- 日本を愛する同胞諸君よ、諸君は断じて、ソ連に対し、此の祖国日本を渡してはならぬ、今こそ戦いに起つべきであろう。断乎として、大和魂を以て抵抗せよ。（中略）人間、一度死んだら二度とは死なぬ。[36]
- 戦後三十八年の平和は三百万、靖国の英魂の犠牲のたまものだ。[8]
- 反戦！ 反核！ 絶対平和！ などと叫んで居れば戦禍は頭の上を通り過ぎてくれるとでも思って居るのか。かかる発想は世界中でも日本だけである。[38]
- 対ソ降伏論にうつつを抜かす愚か者、それが現代の日本人だ！（中略）建国以来三千年、日本人が此れ程までに堕落した時代はないだろう！（中略）飽く迄、その降伏論を強行せんとするならば、日共、社会党、朝日新聞社は東京をすててモスクワへ党本部と本社を挙げて移転するが良い。あとは我々愛国者がしっかり国を守るから心配せんでも良いのだ。[51]
- アフガンゲリラ六年の戦斗！ 見事なり、あれが本当の男の姿だ！ 自由と平和を守る為にはそれ相当の代価を払うべきだ！[39][40]

## 選挙歴

### 国政選挙
| 年             | 選挙                     | 選挙区          | 政党                                         | 得票   | 得票率 | 順位  | 肩書   |
| -------------- | ------------------------ | --------------- | -------------------------------------------- | ------ | ------ | ----- | ------ |
| 1960年11月20日 | 第29回衆議院議員総選挙   | 旧東京都第4区   | 議会主義政治擁護国民同盟                     | 154    | 0.05%  | 10/10 | 著述業 |
| 1962年7月1日   | 第6回参議院議員通常選挙  | 茨城県選挙区    | 無所属                                       | 5,644  | 0.73%  | 5/5   | 著述業 |
| 1963年11月21日 | 第30回衆議院議員総選挙   | 旧神奈川県第3区 | 議会主義政治擁護国民同盟                     | 230    | 0.06%  | 11/11 | 著述業 |
| 1965年7月4日   | 第7回参議院議員通常選挙  | 神奈川県選挙区  | 議会主義政治擁護国民同盟                     | 10,298 | 0.64%  | 6/7   | 著述業 |
| 1967年1月29日  | 第31回衆議院議員総選挙   | 旧神奈川県第2区 | 無所属                                       | 833    | 0.15%  | 9/9   | 著述業 |
| 1968年7月7日   | 第8回参議院議員通常選挙  | 東京都選挙区    | 無所属                                       | 1,484  | 0.03%  | 22/24 | 著述業 |
| 1969年12月27日 | 第32回衆議院議員総選挙   | 旧東京都第1区   | 世界連邦日本国民会議                         | 106    | 0.00%  | 13/13 | 著述業 |
| 1971年6月27日  | 第9回参議院議員通常選挙  | 東京都選挙区    | 無所属                                       | 1,247  | 0.03%  | 16/16 | 著述業 |
| 1972年12月10日 | 第33回衆議院議員総選挙   | 旧東京都第7区   | 大日本独立青年党                             | 730    | 0.08%  | 9/9   | 著述業 |
| 1974年7月7日   | 第10回参議院議員通常選挙 | 東京都選挙区    | 無所属                                       | 2,506  | 0.04%  | 15/20 | 著述業 |
| 1976年12月5日  | 第34回衆議院議員総選挙   | 旧東京都第6区   | 無所属                                       | 428    | 0.07%  | 10/10 | 著述業 |
| 1977年7月10日  | 第11回参議院議員通常選挙 | 東京都選挙区    | 無所属                                       | 4,149  | 0.08%  | 17/18 | 著述業 |
| 1979年10月7日  | 第35回衆議院議員総選挙   | 旧東京都第6区   | 反ソ決死隊                                   | 300    | 0.12%  | 8/8   | 著述業 |
| 1980年6月22日  | 第12回参議院議員通常選挙 | 東京都選挙区    | 反ソ決死隊                                   | 6,823  | 0.12%  | 11/11 | 著述業 |
| 1983年6月26日  | 第13回参議院議員通常選挙 | 東京都選挙区    | 日本国民政治連合                             | 1,236  | 0.03%  | 39/50 | 著述業 |
| 1983年12月18日 | 第37回衆議院議員総選挙   | 旧東京都第6区   | 反ソ決死隊                                   | 422    | 0.15%  | 8/8   | 著述業 |
| 1986年7月6日   | 第14回参議院議員通常選挙 | 東京都選挙区    | 正義と人権を守り明日の日本を考える救国斬奸党 | 1,633  | 0.03%  | 39/50 | 著述業 |

### 首長選挙
| 年            | 選挙             | 政党                                     | 得票  | 得票率 | 順位  | 肩書   |
| ------------- | ---------------- | ---------------------------------------- | ----- | ------ | ----- | ------ |
| 1963年4月17日 | 神奈川県知事選挙 | 無所属                                   | 9,341 | 0.8%   | 4/4   | 著述業 |
| 1967年4月15日 | 東京都知事選挙   | 世界連邦日本国民会議 （日本青年社 推薦） | 2,184 | 0.04%  | 9/10  | 著述業 |
| 1975年4月13日 | 東京都知事選挙   | 無所属 （日本青年社、同結社 推薦）       | 541   | 0.01%  | 13/16 | 著述業 |
| 1979年4月8日  | 東京都知事選挙   | 無所属 （日本青年社、同結社 推薦）       | 1,320 | 0.03%  | 11/13 | 著述業 |
| 1983年4月10日 | 東京都知事選挙   | 無所属 （日本青年社、同結社 推薦）       | 4,319 | 0.11%  | 8/12  | 著述業 |
| 1987年4月12日 | 東京都知事選挙   | 無所属 （日本青年社 推薦）               | 7,716 | 0.21%  | 8/11  | 著述業 |

## 著名な血族
- 祖父：深作浅次郎 - 第4・7・10代緑岡村村長[104][105]、東茨城郡郡会議員[106][107]
- 大叔父：深作安文 - 浅次郎の弟[108][104]、東京帝国大学文学部教授、倫理学者、水戸学研究者
- 伯父：深作雄太郎 - 浅次郎の長男、農業技師、第17代緑岡村村長[107][104][105]
- 従兄弟：深作哲太郎 - 雄太郎の長男[107]、林業技師[109]
- 従兄弟：深作欣二[110] - 雄太郎の次男[107]、映画監督
- 従叔父：深作守文 - 安文の長男、東京都立大学人文学部教授、倫理学者[111][112][113]
- 再従兄弟：小沼正[26] - 右翼、血盟団事件の犯人の一人[注 27]
- 孫：深作真紀 - テレビ朝日アメリカ所属プロデューサー、コーディネーター[116][117]
- 孫：深作ヘスス[118][119] - 衆議院議員、松下政経塾第36期生[120][121]